# Pellasimnia hochmuthi
Pellasimnia hochmuthi là một loài ốc biển, là động vật thân mềm chân bụng sống ở biển thuộc họ Ovulidae.